# Fumo di Londra
Fumo di Londra (estrenada internacionalment com Smoke Over London i Gray Flannels) és una pel·lícula de comèdia italiana de 1966 escrita, dirigida i protagonitzada per Alberto Sordi. Per la seva actuació Sordi va guanyar el David di Donatello per Millor actor.

## Argument
Dante Fontana és un anticuari de Perusa enamorat de la cultura de les classes altes britàniques. La seva dona i els seus familiars es burlen d'ell i el retreuen, veient-lo com un somiador ximple que no fa cap feina seriosa. Sense cap problema, Dante planeja unes vacances a Londres per aprendre més sobre la cultura que tant admira. Tanmateix, un cop a Londres, lluita per encaixar, és incòmode, sovint comet errors traint els seus orígens italians, atraient el menyspreu de les classes altes britàniques que li agradaria impressionar. Després de participar en la caça de guineus, Dante és convidat a la casa d'un aristòcrata anglès i li mostra una suposadament antiga estatueta d'art etrusc. Dante diu que l'objecte és fals i el trenca, provocant la reacció enfadada dels anglesos que li obren foc. Aterrit, Dante s'amaga amb un grup de hippies i s'uneix a ells en una manifestació. Detingut, Dante és enviat de tornada a Itàlia on reprèn la seva rutina monòtona.

## Producció
La pel·lícula està ambientada gairebé íntegrament a Anglaterra. La majoria de les ubicacions es troben a Londres. L'hotel on Dante Fontana s'allotja a la seva arribada és el London Hilton on Park Lane Hotel, situat a Park Lane 22. El mateix hotel també s'utilitzarà a la pel·lícula Charleston amb Bud Spencer. Les botigues on l'antiquari compra la seva roba i la seva pipa es troben entre els carrers Piccadilly i Saint James. La casa de subhastes és la famosa Christie's de Londres, al número 8 de King Street.
El castell en què Dante Fontana és allotjat per la duquessa és Belvoir Castle (Grantham, Regne Unit), també utilitzat en altres pel·lícules famoses com Little Lord Fauntleroy i El codi Da Vinci. També es van utilitzar els interiors i la casa rosa on l'antiquari va a buscar la noia anònima que li ha donat cita per a una trobada amorosa, situada al parc del castell.
La botiga d'antiguitats de Dante Fontana es troba a Corso Vannucci a Perusa, a la planta baixa del Palazzo dei Priori.

## Repartiment
- Alberto Sordi com a Dante Fontana
- Fiona Lewis com a Elizabeth
- Amy Dalby com a duquessa de Bradford
- Alfredo Marchetti com a Comte Bolla
- Clara Bindi com a The Wife
- Michael Trubshawe com el coronel
- Jean St. Clair com a directora